# Plexaura laevigata
Plexaura laevigata är en korallart som beskrevs av Moser 1921. Plexaura laevigata ingår i släktet Plexaura och familjen Plexauridae. Inga underarter finns listade i Catalogue of Life.